# Thomas Sivertsson
Thomas Sivertsson, né le 21 février 1965 à Halmstad, est un ancien joueur suédois de handball. Avec l'équipe nationale de Suède dans les années 1990, il est notamment triple Champion d'Europe, une fois Champion du monde, mais n'a jamais remporté l'or olympique, s'inclinant en finale par deux fois.

## Palmarès de joueur

### Sélection nationale
Jeux olympiques
- Médaille d'argent aux Jeux olympiques de 1996 à Atlanta,  États-Unis
- Médaille d'argent aux Jeux olympiques de 2000 à Sydney,  Australie

Championnats du monde
- Médaille de bronze au Championnat du monde 1995,  Islande
- Médaille d'argent au Championnat du monde 1997,  Japon
- Médaille d'or au Championnat du monde 1999,  Égypteg
- Médaille d'argent au Championnat du monde 2001,  France

Championnat d'Europe
- Médaille d'or au Championnat d'Europe 1998,  Italie
- Médaille d'or au Championnat d'Europe 2000,  Croatie
- Médaille d'or au Championnat d'Europe 2002,  Suède

### Club
Compétitions internationales
- Finaliste de la Coupe des Coupes (C2) : 1990
- Finaliste de la Coupe des Villes (C4) : 1994

Compétitions nationales
- Vainqueur du Championnat de Suède (4) : 1990, 1991, 1994, 1999
  - Deuxième (4) : 1989, 1992, 1995, 1998
- Vainqueur du Championnat du Danemark (4) : 2002, 2003, 2005, 2006
- Vainqueur de la Coupe du Danemark (4) : 2002, 2005, 2007, 2008